# Održavanje programa
Održavanje programa u softverskom inženjerstvu jest modificiranje softverskog proizvoda nakon dostave potrošaču. Obavlja ga se radi ispravljanja pogrešaka, poboljšanja izvedbe ili inih osobina.
Održavanje je nužni proces koje se javlja tijekom uporabe računalnog programa. Pod održavanjem misli se osigurati da on radi upravo ono što korisnik od njega očekuje i da to radi bez pogrešaka. Obično program pri isporuci korisniku zadovoljava njegove potrebe, ali su tijekom vremena potrebne manje ili veće izmjene. Razlog za izmjene mogu biti promijenjene potrebe korisnika, promijenjeno sklopovlje na kojem se program izvršava, otkrivena skrivena pogreška u programu i sl.
Postupak mijenjanja programa tijekom njegovog životnog vijeka naziva se održavanje programa.
Neke tvrtke pri prodaji programa nude korisniku ugovor o održavanju kojim mu jamče da će uvijek urediti program prema njegovim potrebama i da će tu izmjenu brzo provesti. To je dobro za korisnika jer može tražiti izmjenu programa sukladno svojim potrebama. Većina tvrtki ipak to ne radi, već u stanovitim vremenskim razdobljima izdaju nove inačice programa ili ispravljene dijelove programa. To je neizravno održavanje programa na koje korisnik može malo izravno utjecati i pogodno je samo za programe koji se prodaju u velikim količinama. U tom primjeru se održavanje svodi na instaliranje nove inačice programa ili ispravljenih dijelova programa.
Stanovita potpora kupcima je mogućnost kontakta sa službom za korisnike telefonom ili elektroničkom poštom. Stručne osobe će kupcu pružiti nužne informacije o uporabi programa i o mogućem otklanjanju pogrešaka koje je korisnik uočio.